# نوینکیرشن (سیگرلاند)
نوینکیرشن (به آلمانی: Neunkirchen) یک شهر در آلمان است که در زیگن-ویتگنشتاین واقع شده‌است. نوینکیرشن ۱۳٬۸۵۳ نفر جمعیت دارد.